# 恋人たちの幻想曲
『恋人たちの幻想曲』（こいびとたちのげんそうきょく）は、NHKBS放送で2006年に放送が開始された朗読番組（ミニ番組）。

## 概要
女性を主人公とする阿木燿子作の短編作品を小雪が朗読する5分間の番組である。

## 放送時間
- NHK衛星第2テレビジョン・NHKデジタル衛星ハイビジョン
- NHKBSプレミアム
ミニ番組であり放送日時は不定期。

## 朗読作品
- 『酒とバラの日々』
- 『デサフィナード』
- 『亜麻色の髪の乙女』
- 『レット・イット・ビー』
- 『ヴォカリーズ』ほか

## 番組構成
- 物語 - 阿木燿子
- 朗読 - 小雪
- 写真 - 平間至、広川泰士、鈴木理策、原美樹子、金村修ほか
- 制作著作 - NHK